# Tiếng Kyrgyz Phú Dụ
Kyrgyz Phú Dụ hay Kyrgyz Fuyu, Fuyu Kyrgyz (Fuyü Gïrgïs, Fu-Yu Kirgiz), còn được biết đến là Kirghiz Mãn Châu, là một ngôn ngữ thuộc ngữ hệ Turk. Dù tên chứa Kyrgyz, đây không phải là một dạng của tiếng Kyrgyz nhưng gần hơn với tiếng Khakas hiện đại và ngôn ngữ cổ đại của người Kyrgyz Yenisei. Những người sử dụng ngôn ngữ này có nguồn gốc từ vùng Yenisei của Siberia nhưng đã được người Dzungar (người Chuẩn Cát Nhĩ) điều chuyển đến Dzungaria.
Năm 1761, sau khi người Dzungar bị nhà Thanh đánh bại, một nhóm người Yenisei Kirghiz đã bị trục xuất (cùng với một số người Dzungar nói tiếng Öelet hoặc Oirat) đến lưu vực sông Nộn ở Mãn Châu, Đông Bắc Trung Quốc. Người Kyrgyz ở Mãn Châu sau đó được biết đến là Phú Dụ Kyrgyz, nhưng nhiều người đã hòa nhập vào dân tộc Mông Cổ và Trung Quốc. Tiếng Trung và tiếng Oirat đã thay thế tiếng Kirghiz trong thời kỳ Mãn Châu Quốc như ngôn ngữ kép của người Kyrgyz vùng Nộn.
Tiếng Kyrgyz Phú Dụ hiện được nói ở đông bắc tỉnh Hắc Long Giang của Trung Quốc, trong và xung quanh huyện Phú Dụ, Tề Tề Cáp Nhĩ (300 km về phía tây bắc Cáp Nhĩ Tân) bởi một số ít người nói thụ động được phân loại là dân tộc Kyrgyz.

## Âm vị học
Mặc dù phân tích âm vị hoàn chỉnh của Girgis đã không được hoàn thành, Hu và Imart đã thực hiện nhiều quan sát về hệ thống âm thanh trong mô tả dự kiến của họ về ngôn ngữ. Họ mô tả Girgis có các nguyên âm ngắn được ghi chú là "a, ï, i, o, ö, u, ü" tương ứng gần với IPA [a, ə, ɪ, ɔ, œ, ʊ, ʉ], với cách làm tròn tối thiểu và khuynh hướng tập trung hóa. Độ dài nguyên âm là âm vị và xảy ra như một kết quả của xóa bỏ phụ âm (Girgis /pʉːn/ so với Kyrgyz /byɡyn/). Mỗi nguyên âm ngắn có một nguyên âm dài tương đương, với sự bổ sung của /e/. Girgis hiển thị sự hài hòa nguyên âm cũng như sự hòa hợp phụ âm. Các phụ âm trong Girgis, bao gồm các biến thể của dị âm đồng vị, là [p, b, ɸ, β, t, d, ð, k, q, ɡ, h, ʁ, ɣ, s, ʃ, z, ʒ, dʒ, tʃ, m, n, ŋ, l, r, j]. Girgis không hiển thị sự khác biệt về âm vị giữa bộ dừng /p, t, k/ và /b, d, ɡ/; các điểm dừng này cũng có thể được chuyển thành [pʰ, tʰ, kʰ] trong các từ mượn tiếng Trung.

## Diễn giả
Năm 1980, Kyrgyz Phú Dụ đã được đa số người lớn trong cộng đồng khoảng một trăm gia đình sử dụng. Tuy nhiên, nhiều người lớn trong khu vực đã chuyển sang nói nhiều dạng tiếng Mông Cổ địa phương, và trẻ em đã chuyển sang tiếng Trung như được dạy trong hệ thống giáo dục.

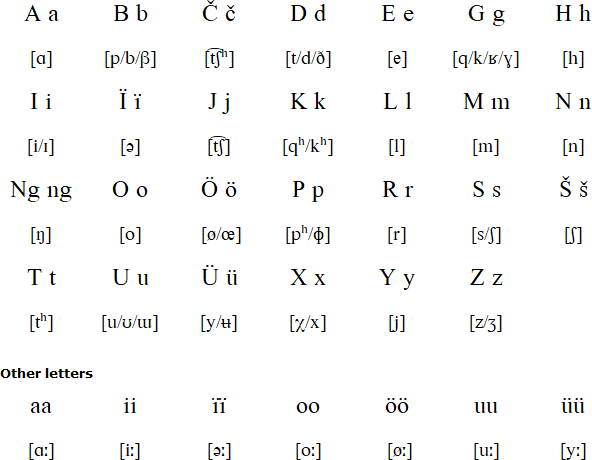
Bảng Chữ Cái Tiếng Kyrgyz Phú Dụ

## Ví dụ
Một bài hát bằng tiếng Kyrgyz Phú Dụ: 
 dax diben šabim am, 
 dabendar baarsen γaxen jap, 
 γairen jaxse buurul adim (in), 
 γaaneng dibes dabim am? 
 γap diben šabim am, 
 γapxandar baarsen γaxen jap, 
 γairen jaxse buurul adim (in), 
 γaaneng dibes dabim am? 
 ib diben šabim am, 
 ečikter baarsen γaxen jap, 
 γairen jaxse buurul adim (in), 
 γaaneng dibes dabim am? 
 say diben šabim am, 
 sanderdar baarsen γaxen jap, 
 γairen jaxse buurul adim (in), 
 γaaneng dibes dabim am? 
 bulux diben šabim am, 
 belterdar baarsen γaxen jap, 
 γairen jaxse buurul adim (in), 
 γaaneng dibes dabim am?
 γer diben šabim am, 
 γergestar baarsen γaxen jap, 
 γaren jaxse buurul adim (in), 
 γaaneng dibes dabim am?